# 제24회 청룡영화상
제24회 청룡영화상은 2003년 12월 11일에 열린 시상식이다.

## 수상 및 후보

### 최우수 작품상
- 봄 여름 가을 겨울 그리고 봄 - LJ필름 수상
- 바람난 가족 - 명필름
- 살인의 추억 - 싸이더스
- 스캔들 - 조선남녀상열지사 - 영화사봄
- 올드보이 - 에그필름

### 감독상
- 올드보이 - 박찬욱 수상
- 클래식 - 곽재용
- 살인의 추억 - 봉준호
- 스캔들 - 조선남녀상열지사 - 이재용
- 바람난 가족 - 임상수

### 남우주연상
- 올드보이 - 최민식 수상
- 황산벌 - 박중훈
- 살인의 추억 - 송강호
- 똥개 - 정우성
- 선생 김봉두 - 차승원

### 여우주연상
- 싱글즈 - 장진영 수상
- 위대한 유산 - 김선아
- 동갑내기 과외하기 - 김하늘
- 바람난 가족 - 문소리
- 스캔들 - 조선남녀상열지사 - 이미숙
- 스캔들 - 조선남녀상열지사 - 전도연

### 남우조연상
- 지구를 지켜라 - 백윤식 수상
- 똥개 - 김갑수
- 바람난 가족 - 봉태규
- 선생 김봉두 - 성지루
- 황산벌 - 이문식

### 여우조연상
- 올드보이 - 강혜정 수상
- 품행 제로 - 공효진
- 거울 속으로 - 김혜나
- 장화, 홍련 - 염정아
- 살인의 추억 - 전미선

### 신인남우상
- 스캔들 - 조선남녀상열지사 - 배용준 수상
- 봄날의 곰을 좋아하세요? - 김남진
- 품행 제로 - 류승범
- 질투는 나의 힘 - 박해일

### 신인여우상
- 장화, 홍련 - 임수정 수상
- 장화, 홍련 - 문근영
- 여고괴담 3 - 여우 계단 - 박한별
- 여고괴담 3 - 여우 계단 - 송지효
- 똥개 - 엄지원

### 신인감독상
- 지구를 지켜라 - 장준환 수상
- 오! 브라더스 - 김용화
- 죽어도 좋아! - 박진표
- 박찬옥 - 질투는 나의 힘
- 품행 제로 - 조근식

### 촬영상
- 살인의 추억 - 김형구 수상

### 기술상
- 봄 여름 가을 겨울 그리고 봄 - 오상만 수상

### 각본상
- 질투는 나의 힘 - 박찬옥 수상
- 살인의 추억 - 심성보 외 1명
- 지구를 지켜라! - 장준환
- 싱글즈 - 박헌수 외 2명

### 인기스타상
- 첫사랑 사수 궐기대회 - 차태현 수상
- 스캔들 - 조선남녀상열지사 - 배용준 수상
- 클래식 - 손예진 수상
- 싱글즈 - 장진영 수상

### 한국영화 최다관객상
- 살인의 추억 - 싸이더스 수상